# Kimi no tame ni dekiru koto
Kimi no tame ni dekiru koto (jap. 君のためにできること; dos. Co mogę dla Ciebie zrobić) – ósmy singel japońskiego artysty Gackta, wydany 14 marca 2001 roku. Osiągnął 6 pozycję w rankingu Oricon i pozostał na listach przebojów przez 18 tygodni. Sprzedano 146 770 egzemplarzy.

## Lista utworów
Wszystkie utwory zostały napisane i skomponowane przez Gackt C.
| Nr | Tytuł                                                                                           | Aranżacja           | Czas |
| -- | ----------------------------------------------------------------------------------------------- | ------------------- | ---- |
| 1. | "Kimi no tame ni dekiru koto" (jap. 君のためにできること)                                       | Gackt.C, chachamaru | 4:19 |
| 2. | "Cube"                                                                                          | Gackt.C, chachamaru | 5:14 |
| 3. | "Kimi no tame ni dekiru koto" (Instrumental) (jap. 君のためにできること(インストゥルメンタル）) | Gackt.C, chachamaru | 4:10 |